# Ostoja koło Promna
Ostoja koło Promna (PLH300030) – obszar programu Natura 2000 o powierzchni 1399,01 ha, znajdujący się na terenie gmin Pobiedziska i Kostrzyn w powiecie poznańskim (województwo wielkopolskie). Jest to obszar specjalnej ochrony siedlisk. Położony jest na terenie Parku Krajobrazowego Promno, na wschód od innego obszaru Dolina Cybiny (PLH300038). Na jego terenie znajdują się trzy rezerwaty: Jezioro Drążynek, Jezioro Dębiniec, Las Liściasty w Promnie.
Gatunki zwierząt, podlegające ochronie wynikającej z dyrektywy siedliskowej i ptasiej: bocian czarny, bóbr europejski, kumak nizinny, traszka grzebieniasta, zatoczek łamliwy, żuraw.
Gatunki roślin, podlegające ochronie wynikającej z dyrektywy siedliskowej: lipiennik Loesela.
Teren jest zagrożony przez działalność człowieka (turystyka, wędkarstwo, wandalizm).